# رشيد شقير
رشيد شقير هو كاتب ومترجم لبناني.

## المسيرة المهنيّة
ألَّف رشيد شقير على طول مسارهِ المهنيّ في عالم الكتابة والنشر عددًا من الكتب كما ترجم أخرى، لكنّ الكتاب الأشهر من ضمن ما ترجم كان كتاب «مفاهيم الدولة والنزاعات: دراسة في إيديولوجيات القوى السياسية اللبنانية» والذي نشرهُ عبد دار نشر المركز الثقافي العربي عام 1992 في نحو 316 صفحة. تناول الكتاب موضوع النزاعات التي اعتبرها رشيد ظاهرة قديمة تعود إلى ظهور الدول القوميّة، مؤكّدًا – في الكتاب – على أنّ العلاقات السياسية لها علاقةٌ وثيقةٌ بهذه الظاهرة عبر الفترات الزمنية المختلفة، فلقد اختلفت النّزاعات الداخلية وتعدّدت، وهو ما زاد من درجة تعقيدها، فعرف الحقل المعرفيّ لتحليل النّزاعات الداخلية والدّولية العديد من المحاولات الفكريّة التي حاولت أن تدرس الظاهرة بجميع جوانبها المختلفة من نزاع إلى آخر. لقد اختلف المنظّرون والباحثون في دراسة هذه الاخيرة وتعدّدت الأفكار والمفاهيم والأطر التّحليليّة من باحث لآخر، محاولين تفسير السلوك النّزاعي عن طريق نماذج مختلفة وهو ما فعلهُ شقير الذي هو حاول هو الآخر تفسير هذه الظاهرة من خلال تركيز دراستها عليها وعلى علاقتها بباقي القوى السياسيّة في لبنان. ترجم شقير أيضًا كتاب «دليل القائد» عن للكاتب اللورد بادن باول مؤسس الحركة الكشفية، وفيه يُعطي توجيهات تربوية مهمّة للقادة. ويقول شقير عن هذا الكتاب: «ليست الكشفية علمًا غامضًا أو صعبًا، فإذا ما نظرت إليها على ضوء واقعها فإنك لا ترى فيها أكثر من لعبة مليئة بالحركة والحياة. وأن لها في الوقت ذاته قيمة تربوية كبرى. وهي، كعمل الخير، ينفع الذي يقوم به بقدر ما ينفع الذي يتلقاه.»

## قائمة أعماله
هذه قائمةٌ بأبرز أعمال الكاتب والمترجم اللبناني رشيد شقير:
- مفاهيم الدولة والنزاعات: دراسة في إيديولوجيات القوى السياسية اللبنانية[8]
- دليل القائد[9]